# Frank Wittchow (Schriftsteller)
Frank Wittchow (geboren 1942) ist ein deutscher Science-Fiction-Schriftsteller, Redakteur und Physiker.
Wittchow studierte Physik an der Universität Hamburg, wo er 1979 promovierte. Er war zusammen mit Claus-Peter Lieckfeld in den 1980er Jahren Redakteur der von Horst Stern herausgegebenen Zeitschrift Natur. Zusammen mit Lieckfield schrieb er den Roman 427. Im Land der grünen Inseln, der 1987 mit dem Deutschen Science-Fiction-Preis ausgezeichnet wurde.

## 427. Im Land der grünen Inseln
Der Roman spielt im Jahr 2009, 25 Jahre nach George Orwells 1984, in einer von Umweltkatastrophen weitgehend zerstörten Bundesrepublik, in der die „Vereinigung der Allergiker und Umweltgeschädigten“ (VAU) in Karlsruhe gegen die Bundesrepublik Deutschland klagt mit dem Ziel, analog zu den Kriegsopfern für erlittene Gesundheitsschäden eine angemessene Wiedergutmachung zu erhalten. In der damaligen Zukunftsvision ist die Lüneburger Heide zur Wüste geworden, die Mittelgebirge sind entwaldet, nach einem großen Rebensterben ist Wein nur noch für eine neue Elite computerkundiger „Informs“ erschwinglich, doch der dann 79 Jahre alte Helmut Kohl (im Buch Hermann Kalb) bleibt trotz allem unerschütterlich optimistisch und kann sich nichts vorwerfen.
Doch das Zukunftsgemälde bleibt auch sonst nicht ohne Optimismus. In einer Enklave zwischen Odenwald und Schwarzwald hat die Bonner Regierung die Einrichtung einer „Freien Republik Kraichgau“ in einem durch landwirtschaftlichen Raubbau und Bodenerosion ruinierten Gebiet gestattet. Hier etabliert sich ein „Zufluchtsort der Verweigerer, der Soft-Way-People, der neu inspirierten Christen“, die aus karger Krume neue Hoffnung für eine bessere Welt sprießen lassen.
Im Anhang des Buches geben die Autoren in einer Dokumentation der Fiktion einen sachlichen Hintergrund und versuchen die Plausibilität der geschilderten Folgen von Landschaftszerstörung, Gentechnik und Neuen Medien abzuschätzen.

## Bibliografie
- Experimentelle Untersuchung von Umladungsprozessen beim Durchgang von Alkaliionen und -atomen durch Cäsium- und Kaliumdampf im Energiebereich von 1 bis 30 keV. Dissertation Universität Hamburg 1979.
- mit Claus-Peter Lieckfeld: 427. Im Land der grünen Inseln. Schönberger, München 1986, ISBN 3-89114-023-1.